# Goodies (singolo)
Goodies (in italiano: Caramelle) è il primo singolo della cantante statunitense Ciara, estratto dal suo primo omonimo album. Si tratta di un brano appartenente all'allora nuovo sottogenere del Crunk & B, prodotto da Lil Jon e scritto dall'interprete insieme a Sean Garrett, LaMarquis Jefferson e Craig Love. Il singolo è arrivato in cima a moltissime classifiche di Billboard, tra cui la Hot 100, sulla cui vetta è rimasto stabile per sette settimane consecutive, riuscendo perfino a ottenere il disco d'oro. Goodies è arrivato al numero 1 anche nel Regno Unito, oltre ad aver avuto successo in tutto il mondo.

## Descrizione
Dopo il successo di Yeah! di Usher, e Freek-a-Leek di Petey Pablo, L.A. Reid della LaFace Records voleva una versione femminile di Freek-a-Leek ed allora Ciara è andata in studio per registrare la canzone, ma aveva difficoltà a comporre i testi e la melodia.
Con l'aiuto di Sean Garrett, contattato da Reid, la cantante ha composto la risposta femminile alla hit di Petey Pablo, confrontandosi sul testo con Garrett via telefono. Lil'Jon ha ascoltato il demo e ha deciso di produrre il beat della canzone, campionando Freek-a-Leek e coinvolgendo anche Pablo come rapper di supporto del singolo.
Con questa canzone, Ciara è stata la prima donna a interpretare un brano crunk.
Il testo del brano si presenta come manifesto di forza e indipendenza femminile, trattando anche il tema della verginità. La protagonista del brano rifiuta le avance sessuali di un uomo, dicendo che non otterrà mai le sue carammelle ("goodies" appunto) perché sono chiuse nel barattolo.

## Video
Il video di Goodies è stato diretto da Benny Boom e mostra Ciara e i suoi amici che guidano una Oldsmobile 442 Convertible per le strade di Atlanta, per raggiungere l'autolavaggio della zona. Il video è stato girato in oltre 25 ore di fila, a causa delle pressioni della casa discografica che voleva il video pronto il prima possibile, per poter far conoscere la cantante sul mercato il prima possibile. Nel video appaiono in ruoli cameo BoneCrusher, Monica, Rasheeda, Jazze Pha, Young Jeezy e Lil Jon. L'artista esegue una coreografia per tutto il video, spalleggiata da una schiera di ballerine su un fondale bianco e blu.
La cantante ha eseguito per la prima volta la canzone a BET 106 & Park.

## Ricezione
Il singolo ha debuttato nella Hot 100 al numero 94, per poi raggiungere la prima posizione e rimanervi per sette settimane consecutive. Ha raggiunto la numero 1 di molte classifiche di Billboard, tra cui la Hot R&B/Hip-Hop Songs, sulla cui vetta è rimasto per sei settimane di seguito. Sia nella Hot 100 che nella classifica R&B il singolo ha rimpiazzato al numero 1 Lean Back della Terror Squad ed ha poi lasciato il posto a My Boo di Usher e Alicia Keys. Nella classifica di fine anno riguardo ai 100 pezzi di maggior successo del 2004 il brano è stato classificato alla nona posizione. Goodies è stato certificato disco d'oro dalla RIAA.
Anche nel Regno Unito il singolo ha raggiunto la cima delle classifiche, il 23 gennaio 2005, scalzando dal podio One Night/I Got Stung di Elvis Presley. Curiosamente dopo una settimana al numero 1, il singolo è stato rimpiazzato dalla ripubblicazione di un altro singolo di Presley, O sole mio. In Nuova Zelanda la canzone è entrata in classifica il 25 ottobre 2004 al numero 12, per poi fermarsi al numero 10 la settimana successiva, passando 18 settimane nella top40. In Australia il singolo è entrato in top20 arrivando alla posizione numero 19.
Sia in Svizzera che in Germania, così come nelle classifiche neozelandesi, il singolo è arrivato al numero 10; nella classifica svizzera il singolo ha speso 10 settimane solo nella top20 In Norvegia è arrivato al numero 15, spendendo 4 settimane nella top20.
Goodies è il singolo di maggior successo della cantante negli Usa e nel Regno Unito.

## Tracce
UK iTunes Store
1. Goodies (single version)
2. Goodies

UK iTunes Store (secondo download)
1. Goodies - Featuring Petey Pablo
2. Goodies - Main - No rap
3. Goodies - Clean

UK CD1
1. Goodies (feat Petey Pablo)
2. Goodies (no rap)

UK CD2
1. Goodies (main rap - featuring Petey Pablo)
2. Goodies (Richard X Remix) (featuring M.I.A. [UK exclusive]
3. Goodies (Bimbo Jones remix - UK exclusive)
4. Goodies (video)
5. Goodies (ring tone)

UK EP
1. Goodies (Featuring Petey Pablo)
2. Goodies (Album version)
3. Goodies (Richard X remix)
4. Goodies (Johnny Toobad remix)
5. Goodies (Bimbo Jones mix)

## Classifiche
| Classifica (2004/2005)              | Posizione |
| ----------------------------------- | --------- |
| Australia                           | 19        |
| Austria                             | 35        |
| Belgio (Fiandre)                    | 24        |
| Belgio (Vallonia)                   | 40        |
| Francia                             | 27        |
| Germania                            | 10        |
| Irlanda                             | 4         |
| Norvegia                            | 15        |
| Nuova Zelanda                       | 10        |
| Paesi Bassi                         | 24        |
| Regno Unito                         | 1         |
| Stati Uniti                         | 1         |
| Stati Uniti (ARC Weekly Top 40)     | 2         |
| Stati Uniti (Hot R&B/Hip-Hop Songs) | 1         |
| Stati Uniti (Rhythmic Top 40)       | 1         |
| Stati Uniti (Top 40 Mainstream)     | 3         |
| Stati Uniti (Top 40 Tracks)         | 1         |
| Svezia                              | 39        |
| Svizzera                            | 10        |